# 제8회 금마장
제8회 금마장(第8屆金馬獎)은 1970년 10월 30일 중화민국 타이베이시 중산당에서 열린 시상식이다.

## 수상 및 후보

### 작품상
- 가재태북

### 감독상
- 장증택 수상

### 남우주연상
- 갈향정 수상

### 여우주연상
- 귀아려 수상

### 남우조연상
- 의명 수상

### 여우조연상
- 하태봉 수상